# Aechmea kautskyana
Espèce
Classification phylogénétique
Aechmea kautskyana est une espèce de plantes de la famille des Bromeliaceae, endémique du Brésil.

## Distribution
L'espèce est endémique de l'État d'Espírito Santo au sud-est du Brésil.

## Description
L'espèce est épiphyte.